# Éloi Laurent
Éloi Laurent, né en 1974, est un économiste français, chercheur à l’Observatoire français des conjonctures économiques (OFCE).

## Biographie

### Jeunesse et études
Éloi Laurent est diplômé de l'Institut d'études politiques de Paris (section Service public, promotion 1999) et titulaire d'un doctorat en économie de l'université Paris-Dauphine (2006) sous la direction de Jacques le Cacheux. Il se spécialise en macroéconomie européenne et en développement soutenable.

### Parcours professionnel
Il passe deux années au cabinet du Premier ministre Lionel Jospin, avant d'enseigner à l'Institut d'études politiques de Paris à partir de 2002. Il intègre ensuite l'Observatoire français des conjonctures économiques.
Il a été successivement responsable de master de recherche, membre du comité éditorial des Presses de Sciences Po, de divers jurys et directeur de la filière Multi-Level Economic Governance du Master of Public Affairs. Il est également chargé de la politique scientifique de l'OFCE.
Il enseigne parallèlement à l'université Stanford (Civil and Environmental Engineering) et au Collège des hautes études européennes.
À l’automne 2013, il est chercheur invité au Centre d’études européennes de l’université Harvard et professeur invité au Harvard College (science de l’environnement et politique publique). En tant que professeur invité à l'université Stanford, il y donne trois cours.
Dans son ouvrage Nos mythologies économiques, il propose de déconstruire quinze idées reçues sur l’économie, qu’il regroupe sous trois grands paradigmes : « le néolibéralisme finissant », « la social-xénophobie émergente » et « l’écolo-scepticisme persistant ».

### Engagement
En 2014, dans Le Monde, il soutient que seule une taxe sur le carbone permettra de lutter contre le réchauffement climatique.
Eloi Laurent est favorable à la décroissance économique et la post-croissance.
En mai 2022, il rejoint le parlement de la Nupes.
En juin 2024, il soutient le programme du Nouveau Front Populaire (NFP).

## Travaux scientifiques
Selon le site RePec, il a publié environ 300 articles, livres et chapitres scientifiques et se classe dans le top 10% des économistes français et des économistes de l'environnement dans le monde les plus cités ; selon le site Google Scholar, ses travaux totalisent 2500 citations pour un indice h de 25. La bibliothèque universitaire de Sciences Po comptabilise plus de 700 références attachées à son nom. En particulier selon RePEc, Eloi Laurent a publié 36 articles dans des revues à comité de lecture, il totalise dessus 160 citations sur ses articles et son indice h est de 7. La revue dans laquelle il a le plus publié (28 articles sur 36) est La Revue de l'OFCE (facteur d'impact de 0.03),.

## Publications
- Social écologie, Flammarion, 2011  (ISBN 978-2081255692)
- Économie de la confiance, La Découverte, 2012  (ISBN 978-2707167743)
- Vers l'égalité des territoires, La Documentation française, 2013  (ISBN 978-2110093981)
- Le Bel Avenir de l'État providence, Les Liens qui libèrent, 2014  (ISBN 979-1020901231)
- Nos mythologies économiques, Les Liens qui libèrent, 2016  (ISBN 979-1020903235)[11]
- Nouvelles mythologies économiques, Les Liens qui libèrent, 2016  (ISBN 979-1020904423)[12]
- Notre bonne fortune : Repenser la prospérité, Paris, PUF, 2017, 72 p. (ISBN 978-2-13-078537-8)
- L'Impasse collaborative : Pour une véritable économie de la coopération, Paris/61-Lonrai, Les Liens qui libèrent, 2018, 192 p. (ISBN 979-10-209-0632-8)
- Sortir de la croissance : mode d'emploi, Paris/61-Lonrai, Les Liens qui libèrent, 2019, 205 p. (ISBN 979-10-209-0776-9)
- Et si la santé guidait le monde : L'espérance de vie vaut mieux que la croissance, Les Liens qui libèrent, 2020, 192 p. (ISBN 979-10-209-0927-5)[13],[14]
- La Raison économique et ses monstres : Nos mythologies économiques (vol. 3), Les Liens qui libèrent, 2022, 192 p. (ISBN 979-10-209-1096-7)[15]
- Économie pour le XXIe siècle : Manuel des transitions justes, Paris, La Découverte, 2023, 248 p. (ISBN 978-2-348-07752-4)[16]
- Coopérer et se faire confiance par tous les temps, RUE DE L'ECHIQUIER, 2024, 96 p.  (ISBN 978-2-37425-437-1)

### En collaboration
- Avec Jean-Paul Fitoussi et Joël Maurice, Ségrégation urbaine et intégration sociale, La Documentation française, 2004  (ISBN 978-2110055071)
- Avec Jean-Paul Fitoussi, La Nouvelle Écologie politique : Économie et développement humain, Seuil, coll. « La république des idées », 2008  (ISBN 978-2020977197)
- Avec Jacques Le Cacheux, « Une Union sans cesse moins carbonée ? Vers une meilleure fiscalité européenne contre le changement climatique », Études et recherches de Notre Europe n° 74, octobre 2009  (ISSN 2257-4840)
- Collectif, L'Économie verte contre la crise. 30 propositions pour une France plus soutenable, Presses universitaires de France, 2012  (ISBN 978-2130607984)
- Avec Jacques Le Cacheux, Report on the State of the European Union vol.4. Is Europe Sustainable? , Palgrave Macmillan, 2014 (ASIN B00RZU41U8)
- Avec Jacques Le Cacheux, Fruitful Economics Papers in honor of and by Jean-Paul Fitoussi, Palgrave Macmillan, 2014 (ASIN B00RZU4414)
- Avec Jacques Le Cacheux, Un nouveau monde économique. Mesurer le bien être et la soutenabilité au XXIe siècle, Odile Jacob, 2015  (ISBN 978-2738132901)
- Avec Jacques Le Cacheux, Économie de l'environnement et économie écologique, Armand Colin, 2015  (ISBN 978-2200272210)
- Avec Philippe Pochet, Pour une transition sociale-écologique. Quelle solidarité face aux défis environnementaux ?, Les Petits matins, 2015  (ISBN 978-2363831897)

### Radio
- « Éloi Laurent : "La France a privilégié à chaque fois une vision étroite de la croissance économique au détriment de la santé" », La grande table Idées, France Culture, le 29 octobre 2020
- Éloi Laurent : "Planification, du gros mot au mot d'ordre", L'invité des matins, France Culture, 26 mai 2022